# Steven Kruijswijk
Steven Kruijswijk (Nuenen, 7 juni 1987) is een Nederlands wielrenner die anno 2025 rijdt voor Team Visma-Lease a Bike.

## Biografie

### Tot en met 2009: jeugd
Op vijftienjarige leeftijd begon hij bij wielervereniging Trap Met Lust in Geldrop (die in 2007 fuseerde met "De Dommelstreek" tot TML Dommelstreek). Via de junioren van Westland Wil Vooruit maakte hij in 2006 als belofte de overstap naar Van Vliet-EBH-Advocaten. Vanaf 2007 kwam hij uit voor het Rabobank Continental Team en in 2010 maakte hij de overstap naar het Rabobank ProTeam.

### 2010: eerste profjaar
In mei 2010 werd bekend dat hij onverwachts mocht meedoen als neo-prof aan de Ronde van Italië 2010 omdat Óscar Freire door ziekte uitviel. Tijdens de achtste etappe zat hij lang mee in een ontsnapping en finishte uiteindelijk op ruim twee minuten van de winnaar. In de vijftiende etappe, de rit die op de top van de Monte Zoncolan eindigde, wist Kruijswijk te verrassen door binnen te komen op de zeventiende plaats, vijfenhalve minuut achter winnaar Ivan Basso. In de zeventiende etappe werd hij derde door te eindigen achter winnaar Damien Monier en Danilo Hondo. Uiteindelijk eindigde Steven Kruijswijk, bij zijn debuut in een Grote Ronde, op de achttiende plaats in het algemeen klassement.

### 2011
In mei 2011 verraste Kruijswijk door in zijn tweede Ronde van Italië met de besten omhoog te klimmen en op de negende plek in het algemeen klassement te eindigen. Hij was de enige die in de buurt bleef van Roman Kreuziger voor de witte trui, alleen moest hij het daarin uiteindelijk afleggen.
Nog geen maand na de Ronde van Italië bevestigde Kruijswijk zijn goede vorm door in de zesde etappe van de Ronde van Zwitserland de overwinning te pakken in de bergrit met aankomst boven op de Triesenberg. Na meegesprongen te zijn met een aanval van Damiano Cunego op twee kilometer van de streep, liet hij even later de Italiaan achter zich en soleerde naar zijn eerste overwinning als profrenner. Uiteindelijk eindigde Kruijswijk als derde in het eindklassement van de Ronde van Zwitserland. In 2011 reed hij ook nog een tweede ronde, namelijk de Ronde van Spanje. In deze ronde lukte het hem, mede door rugproblemen, echter niet om een goed klassement te rijden.

### 2012
In 2012 maakte Kruijswijk zijn debuut in de Ronde van Frankrijk. Hij eindigde als 33e in het eindklassement en als derde in het jongerenklassement.

### 2015
Na een aantal jaren van tegenslag wist Kruijswijk zich weer te revancheren in 2015. In de Giro was hij als kopman aangewezen voor zijn ploeg Team LottoNL-Jumbo. Door onoplettendheid verloor Kruijswijk in de eerste week veel tijd. Echter, in de tweede week liet Steven zien over een goede vorm te beschikken door een aantal keren in de aanval te gaan. Na de tweede week stond hij, door onder andere een goede tijdrit, veertiende in het klassement. Ook in de derde week liet Kruijswijk van zich spreken. In de zestiende etappe wist hij als eerste boven te komen op de gevreesde Mortirolo. Dat deed hij in een elitegroepje met onder anderen eindwinnaar Alberto Contador. Hierdoor mocht hij na afloop van de etappe de blauwe bergtrui in ontvangst nemen. Steven raakte deze bergtrui in de negentiende rit weer kwijt. Uiteindelijk eindigde Kruijswijk op de zevende plek in het algemeen klassement.
Kruijswijk gaf aan dat hij ook graag de Tour wilde rijden en hij werd verkozen. In de eerste twee weken kon Kruijswijk zijn vorm niet vinden, maar in de laatste week bleek hij in de Alpen goud waard voor kopman Robert Gesink, die zesde werd in het eindklassement. Ook trok hij meerdere keren ten aanval met een zesde plek in de zeventiende etappe als beste resultaat.

### 2016
Ook in 2016 rijdt Kruijswijk de Giro als kopman van Team LottoNL-Jumbo. In de 14e etappe veroverde Kruijswijk de roze trui door een aanval waarbij de andere favorieten, zoals Vincenzo Nibali, niet konden volgen. Kruijswijk werd tevens tweede in de etappe-uitslag, achter Esteban Chaves. In etappe 15, een klimtijdrit, verstevigde hij zijn koppositie in het algemeen klassement door als tweede te finishen. Tot aan de negentiende etappe heerste Kruijswijk in de Giro en reed hij al zijn concurrenten naar een achterstand van drie minuten. Echter, in de negentiende etappe reed Kruijswijk door onoplettendheid in een sneeuwwal langs de zijkant van de weg in de afdaling van de Col Dell'Agnello en vloog over de kop. Door zijn valpartij verloor Kruijswijk de roze trui. Na afloop bleek hij kleine breuk in zijn rib te hebben opgelopen. Ondanks deze blessure ging Kruijswijk toch van start in de afsluitende en allesbeslissende bergetappe. Kruijswijk wist in deze etappe zijn podiumplaats net niet vast te houden en eindigde als vierde.
In de wegwedstrijd op de Olympische Spelen in Rio de Janeiro eindigde Kruijswijk op plek 39, op ruim twaalf minuten van winnaar Greg Van Avermaet.
Kruijswijk moest op woensdag 24 augustus geblesseerd de Vuelta verlaten. De kopman van Lotto-Jumbo brak bij een valpartij een sleutelbeen. Hij was in de Ronde van Spanje gestart als een van de outsiders voor de eindzege, maar liep in de eerste dagen al achterstand op. In de laatste kilometers van de vijfde etappe ging het opnieuw mis. Hij botste op een paaltje, dat niet was gemarkeerd.

### Vanaf 2018

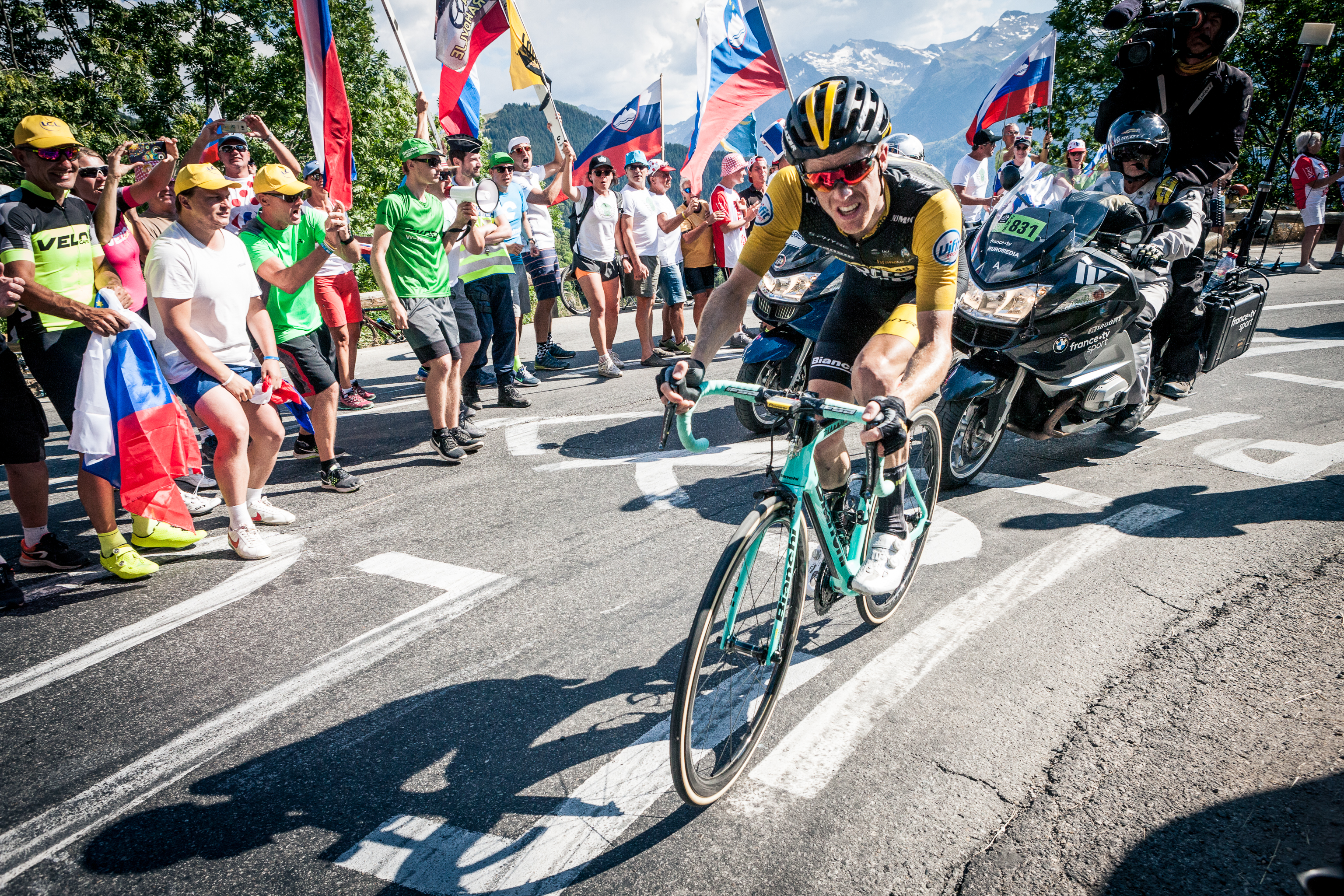
Kruijswijk in de Ronde van Frankrijk 2018

In 2018 eindigde Kruijswijk als 5e in de Ronde van Frankrijk 2018. Bij de 2e etappe van de Ronde van Frankrijk 2019 won hij met zijn team de ploegentijdrit en werd hij derde in het algemene klassement.

## Belangrijkste overwinningen
2009
 Nederlands kampioen op de weg, Beloften
2011
6e etappe Ronde van Zwitserland
2014
Eindklassement Arctic Race of Norway
2019
2e etappe Ronde van Frankrijk (ploegentijdrit)

## Belangrijkste ereplaatsen
2007
3e in 1e etappe Ronde van de Toekomst
2009
2e in Nederlands kampioenschap tijdrijden, Beloften
2e in 1e etappe Ronde van Thüringen
2e in eindklassement Ronde van Thüringen
3e in 1e etappe Wielerweek van Lombardije
2010
3e in 17e etappe Ronde van Italië
3e in 3e etappe Ronde van Burgos
2011
Witte trui (jongerenklassement) vier dagen gedragen in de Ronde van Italië
2e in jongerenklassement Ronde van Italië
8e in eindklassement Ronde van Italië
3e in eindklassement Ronde van Zwitserland
2012
3e in jongerenklassement Ronde van Frankrijk
2e in 2e etappe Ronde van Utah
2e in 6e etappe Ronde van Utah
2013
2e in bergklassement Ronde van de Ain
2014
3e in 1e etappe Arctic Race of Norway
2e in 3e etappe Arctic Race of Norway
2e in puntenklassement Arctic Race of Norway
2015
Blauwe trui (bergklassement) drie dagen gedragen in de Ronde van Italië
2e in 9e etappe Ronde van Italië
2e in 16e etappe Ronde van Italië
3e in bergklassement Ronde van Italië
7e in eindklassement Ronde van Italië
2016
Roze trui (algemeen klassement) vijf dagen gedragen in de Ronde van Italië
3e in 4e etappe Ronde van Italië
2e in 14e etappe Ronde van Italië
2e in 15e etappe Ronde van Italië (individuele klimtijdrit)
2e in 16e etappe Ronde van Italië
4e in eindklassement Ronde van Italië
2017
3e in 4e etappe Ronde van Zwitserland
3e in eindklassement Ronde van Zwitserland
2018
10e in 10e etappe Ronde van Spanje
6e in 14e etappe Ronde van Spanje
5e in 15e etappe Ronde van Spanje
4e in 16e etappe Ronde van Spanje (individuele tijdrit)
2019
3e in eindklassement Ronde van Frankrijk

## Resultaten in voornaamste wedstrijden
| Jaar | Ronde van Italië | Ronde van Frankrijk | Ronde van Spanje |
| ---- | ---------------- | ------------------- | ---------------- |
| 2010 | 18e              |                     |                  |
| 2011 | 8e               |                     | 41e              |
| 2012 |                  | 33e                 |                  |
| 2013 | 26e              |                     |                  |
| 2014 | opgave           | 15e                 |                  |
| 2015 | 7e               | 21e                 |                  |
| 2016 | 4e               |                     | opgave           |
| 2017 | opgave           |                     | 9e               |
| 2018 |                  | 5e                  | 4e               |
| 2019 |                  | ↑                   | opgave           |
| 2020 | opgave           |                     |                  |
| 2021 |                  | opgave              | 12e              |
| 2022 |                  | opgave              |                  |
| 2023 |                  |                     |                  |
| 2024 |                  |                     | 19e              |
| 2025 | 38e              |                     |                  |

| Jaar | Gent-Wevelgem | Amstel Gold Race | Luik-Bast.‑Luik | Ronde van Lombardije | Clásica San Sebastián | Waalse Pijl |  | WK op de weg |  | Wereldranglijsten |
| ---- | ------------- | ---------------- | --------------- | -------------------- | --------------------- | ----------- |  | ------------ |  | ----------------- |
| 2010 | 103e          |                  |                 |                      | 56e                   | 104e        |  | 91e          |  | 164e (UWK)        |
| 2011 |               |                  |                 | 29e                  |                       |             |  | 89e          |  | 33e (UWT)         |
| 2012 |               | 59e              | 90e             | opgave               |                       | 63e         |  |              |  | 122e (UWT)        |
| 2013 |               |                  |                 |                      |                       |             |  |              |  |                   |
| 2014 |               |                  |                 | 84e                  | 21e                   |             |  | opgave       |  | 117e (UWT)        |
| 2015 |               |                  |                 | opgave               | 24e                   |             |  |              |  | 55e (UWT)         |
| 2016 |               |                  |                 |                      | 29e                   |             |  |              |  | 40e (UWT)         |
| 2017 |               |                  |                 | 28e                  |                       |             |  |              |  | 64e (UWT)         |
| 2018 |               |                  |                 |                      | 9e                    | 63e         |  | 27e          |  | 20e (UWT)         |
| 2019 |               |                  |                 | opgave               |                       |             |  |              |  |                   |
| 2020 |               |                  |                 |                      |                       |             |  |              |  |                   |
| 2021 |               |                  |                 | 43e                  |                       |             |  |              |  |                   |
| 2022 |               |                  |                 |                      |                       |             |  |              |  |                   |
| 2023 |               |                  |                 |                      |                       |             |  |              |  |                   |
| 2024 |               |                  |                 | 88e                  |                       |             |  |              |  |                   |
| 2025 |               |                  |                 |                      |                       |             |  |              |  |                   |

### Resultaten in kleinere rondes
| Jaar | Parijs-Nice | Tirreno-Adriatico | Ronde van Catalonië | Ronde van het Baskenland | Ronde van Romandië | Critérium du Dauphiné | Ronde van Zwitserland | Ronde van Polen | Ronde van Peking |
| ---- | ----------- | ----------------- | ------------------- | ------------------------ | ------------------ | --------------------- | --------------------- | --------------- | ---------------- |
| 2011 |             |                   | 72e                 |                          | 41e                |                       | ↑ (1)                 |                 |                  |
| 2012 |             | 21e               | 14e                 | opgave                   |                    |                       | 8e                    |                 | 14e              |
| 2013 | 76e         |                   | opgave              |                          | 21e                |                       | 44e                   | opgave          |                  |
| 2014 |             |                   | opgave              |                          |                    |                       | 27e                   |                 | 15e              |
| 2015 | 21e         |                   | 15e                 |                          |                    |                       |                       |                 |                  |
| 2016 | 38e         |                   |                     |                          |                    |                       |                       |                 |                  |
| 2017 | opgave      |                   | 7e                  |                          |                    |                       | ↑                     |                 |                  |
| 2018 |             |                   | 8e                  |                          | 6e                 |                       | 8e                    |                 |                  |
| 2019 |             |                   | 5e                  |                          | 6e                 |                       |                       |                 |                  |
| 2020 |             |                   |                     |                          |                    | opgave                |                       |                 |                  |
| 2021 | 29e         |                   | 22e                 |                          | 21e                | 15e                   |                       |                 |                  |
| 2022 | 26e         |                   | 20e                 |                          | 7e                 | 21e                   |                       |                 |                  |
| 2023 |             |                   | 34e                 | 32e                      | 31e                | opgave                |                       |                 |                  |
| 2024 |             | 69e               | 35e                 | 58e                      |                    | opgave                |                       |                 |                  |
| 2025 |             | 69e               | opgave              |                          |                    |                       |                       |                 |                  |

(*) tussen haakjes aantal individuele etappe-overwinningen

## Ploegen
- 2006 –  Van Vliet-EBH-Advocaten
- 2007 –  Rabobank Continental Team
- 2008 –  Rabobank Continental Team
- 2009 –  Rabobank Continental Team
- 2010 –  Rabobank
- 2011 –  Rabobank Cycling Team
- 2012 –  Rabobank Cycling Team
- 2013 –  Belkin-Pro Cycling Team [a]
- 2014 –  Belkin-Pro Cycling Team
- 2015 –  Team LottoNL-Jumbo
- 2016 –  Team LottoNL-Jumbo
- 2017 –  Team LottoNL-Jumbo
- 2018 –  Team LottoNL-Jumbo
- 2019 –  Team Jumbo-Visma
- 2020 –  Team Jumbo-Visma
- 2021 –  Team Jumbo-Visma
- 2022 –  Team Jumbo-Visma
- 2023 –  Jumbo-Visma
- 2024 –  Visma-Lease a Bike
- 2025 –  Team Visma-Lease a Bike

Aernouts ·
Berkhout ·
de Baat ·
Boom ·
van Dulmen ·
van Emden ·
Groenendaal · 
Keizer ·
de Knegt ·
Kruijswijk ·
Leezer ·
Maaskant ·
Mollema ·
Nys ·
Popov ·
Rabou ·
Ruijgh ·
van Poppel ·
van der Velde ·
Veelers ·
Vermeltfoort ·
van Winden
Adams ·
Aernouts ·
Beima ·
Berkhout ·
Bol ·
Boom ·
van Emden (tot 31/08) ·
van Garderen ·
Keizer ·
de Knegt ·
Kreder · 
Kruijswijk ·
Lodewyck · 
Nys (tot 09/05) ·
Popov ·
van Poppel ·
Rabou ·
Sinkeldam ·
Van Staeyen ·
van der Velde ·
Vermeltfoort ·
van Winden
Adams ·
Aernouts ·
Berkhout ·
Boeve ·
Bol ·
Bos ·
Fuchs ·
van Garderen ·
van Geffen ·
Keizer ·
de Knegt ·
Kreder · 
Kruijswijk ·
Ockeloen ·
van Poppel ·
Rabou ·
Sinkeldam ·
Van Staeyen ·
Vermeltfoort ·
Vrijmoed ·
van Winden
Ardila ·
Boom ·
Brown ·
Clement ·
ten Dam ·
van Emden ·
Flens ·
Freire · 
Gárate ·
Gesink ·
Kozontsjoek ·
Kruijswijk ·
Langeveld ·
Leezer ·
Martens ·
Mensjov ·
Moerenhout ·
Mollema ·
Niermann ·
Nuyens ·
Posthuma ·
Reus (tot 31/08) ·
Stamsnijder ·
Tankink ·
Tjallingii ·
Weening ·
van Winden · 
Bol (stagiair)
Barredo ·
Boom ·
Bos ·
Breschel ·
Brown ·
Clement ·
ten Dam ·
van Emden ·
Flens ·
Freire · 
Gárate ·
Gesink ·
Kruijswijk ·
Langeveld ·
Leezer ·
Martens ·
Matthews ·
Mollema ·
Niermann ·
Sánchez ·
Slagter ·
Tankink ·
Tjallingii ·
Vermeltfoort ·
Weening ·
van Winden · 
Wynants ·
Goos (stagiair)
Barredo ·
Bol · 
Boom ·
Bos ·
Breschel ·
Brown ·
Clement ·
ten Dam ·
van Emden ·
Flens ·
Gárate ·
Gesink ·
Kelderman ·
Kruijswijk ·
Leezer ·
Martens ·
Matthews ·
Mollema ·
Niermann ·
Renshaw ·
Sánchez ·
Slagter ·
Tankink ·
Tjallingii ·
Vermeltfoort ·
van Winden · 
Wynants ·
Goos (stagiair)
Bobridge · 
Bol · 
Boom ·  
Bos · 
Brown · 
Clement · 
Flens · 
Gárate · 
Gesink · 
Goos ·  
Hofland · 
Kelderman · 
Kruijswijk · 
Leezer · 
Martens · 
Mollema · 
Nordhaug · 
Renshaw ·
Tankink · 
Tanner · 
ten Dam · 
Tjallingii ·  
van Emden · 
van Winden · 
Vanmarcke · 
Wagner · 
Wynants · 
Slik (stagiair)
Bobridge · Bol · Boom ·  Bos · Brown · Clement · Flens · Gárate · Gesink · Goos · Hivert · Hofland · Keizer · Kelderman · Kruijswijk · Leezer · Markus · Martens · Mollema · Nordhaug · Tankink · Tanner · ten Dam · Tjallingii · van der Lijke · van Emden · van Winden · Vanmarcke · Wagner · Wynants · Tusveld (stagiair)
Bennett · Bulgaç · De Weert · Flens · Gesink · Goos · Hofland · Keizer · Kelderman · Kruijswijk · Leezer · Lindeman · Markus · Martens · Roosen · Tankink · Teunissen · ten Dam · Tjallingii · Van Asbroeck · van der Lijke · van Emden · Vanmarcke · van Winden · Wagner · Wynants · Bouwman (stagiair) · Castelijns (stagiair) · Lammertink (stagiair)
Battaglin · Bennett · Bouwman · Campenaerts · Castelijns · van Emden · Gesink · Goos · Groenewegen · Hofland · Keizer · Kelderman · Kruijswijk · Lammertink · Leezer · Lindeman · Martens · Roglič · Roosen · Tankink · Teunissen · Tjallingii · Van Asbroeck · Vanmarcke · Vermeulen · Wagner · van Winden · Wynants
Battaglin · Bennett · Boom · Bouwman · Campenaerts   · Castelijns · Clement · De Tier · van Emden · Gesink · Groenewegen · Jansen · Keizer · Kruijswijk · Lammertink · Leezer · Lindeman · Lobato · Martens · Olivier · Roglič · Roosen · Tankink · Tolhoek · Van den Broeck · Van Hoecke · Vermeulen · Wagner · Wynants · Janssen (stagiair)
Battaglin · Bennett · Boom · Bouwman · Clement · De Tier · Eenkhoorn · van Emden · Gesink · Groenewegen · Jansen · Kruijswijk · Kuss · Leezer · Lindeman · Martens · Olivier · van Poppel · Powless · Roglič · Roosen · Tankink · Tolhoek · Van Hoecke · Wagner · Wynants
Van Aert · Bennett · Bouwman · De Plus · Dumoulin · Eenkhoorn · Foss · Gesink · Groenewegen · Harper · Hofstede · Jansen · Kruijswijk · Kuss · Leezer · Lindeman · Martens · Martin · Pfingsten · Roglič   · Roosen · Teunissen · Tolhoek · Van der Hoorn · Van Emden · Vingegaard · Wynants
Van Aert · Affini · Bennett · Bouwman · Dekker · van Dijke (vanaf 5 september) · Dumoulin · Eenkhoorn · Van Emden · Foss · Gesink · Groenewegen · Harper · Hofstede · Van Hooydonck · Kooij (vanaf 18 februari) · Kruijswijk · Kuss · Leemreize · Martens (t/m 30 mei) · Martin · Oomen · Pfingsten · Roglič   · Roosen · Teunissen · Tolhoek · Vingegaard · Wynants (t/m 4 april)
Affini · Benoot · Bouwman · Dekker · Dennis · Dumoulin (tot 15/8) · Eenkhoorn · Foss   · Gesink · Harper · Hessmann · Hofstede · Kooij · Kruijswijk · Kuss · Laporte · Leemreize · Oomen · Roglič   · Roosen · Teunissen · Vader · Van Aert · Van der Sande · M. van Dijke · T. van Dijke · Van Emden · Van Hooydonck · Vingegaard · Gloag (stagiair)
Affini · Benoot · Bouwman · Dennis · Foss   · Gesink · Gloag · Hessmann · Hofstede · Kelderman · Kooij · Kruijswijk · Kuss · Laporte  · Leemreize · Oomen · Roglič   · Roosen · Tratnik · Vader · Valter · Van Aert · van Baarle · Van der Sande · M. van Dijke · T. van Dijke · Van Emden · Van Hooydonck · Vingegaard
Affini · Benoot · Bouwman · Gesink · Gloag · Hagenes · Heßmann · Jorgenson · Kelderman · Kooij · Kruijswijk · Kuss · Laporte  · Lemmen · Staune-Mittet · Tratnik · Tulett · Uijtdebroeks · Vader · Valter · Van Aert · van Baarle · van Belle · Van der Sande · M. van Dijke · T. van Dijke · Vermote · Vingegaard